# Frederic G. Kenyon
Sir George Frederic Kenyon GBE KCB TD FBA FSA (15 de janeiro de 1863 - 23 de agosto de 1952) foi um paleógrafo britânico, estudioso da Bíblia. Foi diretor do Museu Britânico e presidente da Academia Britânica de 1917 a 1921 e, entre 1918 a 1952 parlamentar.
Kenyon nasceu em Londres. Educado em Magdalen College, Oxford, ele aderiu ao Museu Britânico em 1889 e passou a ser o seu diretor e chefe Bibliotecário a 1909. Ele foi knighted para os seus serviços em 1912.
Em 1891, editou o Kenyon editio princeps aristotélico da Constituição de Atenas. Em 1920, ele foi nomeado presidente da British School de Arqueologia, em Jerusalém. Ele passou a maior parte de sua aposentadoria pesquisar e publicar papyri antigas. Ele morreu em 23 de agosto de 1952.
Kenyon foi um estudioso das línguas clássicas notar, e fez uma longa vida de estudo da Bíblia, especialmente o Novo Testamento como um texto histórico. Seu livro A nossa Bíblia e os Manuscritos Antigos (1895) mostrou como papyri egípcios e de outras provas de arqueologia podem corroborar a narrativa de acontecimentos históricos, no Evangelho.
Kenyon da filha mais velha foi o arqueólogo britânico Dame Kathleen Kenyon.